# Retusche
Retusche (franz. retouche = ‚Nachbesserung‘, wörtlich in etwa: noch einmal berühren) ist die nachträgliche Veränderung einer Oberfläche oder eines Fotos (oft in Handarbeit) beziehungsweise einer Computergrafik. Verwendet wird dieser Begriff in der Fotografie, der Druckformerherstellung, der digitalen Bildbearbeitung, der Optik, der Restaurierung und der Fertigung hochpräziser mechanischer Teile. In der Fotografie wurde Retuscheur und in der Reprotechnik auch der Begriff des Reproretuscheurs als Berufsbezeichnung verwendet.
Beautyretusche ist dagegen kein Retuschverfahren, sondern eine besondere Form der Fotomanipulation, die sich dafür vieler Retuschetechniken bedient.

Verschmutzung und Windrad wurden entfernt

## Fotografie

### Geschichte
Franz Hanfstaengl gewann auf der Pariser Weltausstellung im Jahr 1855 eine Goldmedaille für die Vorführung retuschierter Fotografien, weshalb er als Erfinder der Negativretusche betrachtet wird. Es ist aber bekannt, dass auch schon Fox Talbot Anweisungen gab, Bilder von Flecken „zu reinigen“. Wie schwierig der Umgang mit retuschierten Bildern zu Beginn war, wird durch nachfolgendes Zitat verdeutlicht.

„Die Retouche wurde für die weitere ästhetische Entwicklung der Photographie entscheidend. Mit ihr setzte der künstlerische Verfall der Photographie ein, denn wird sie nicht mit äußerster Vorsicht angewandt, so wird durch sie gerade die charakteristische Eigenschaft der Photographie, die getreue Wiedergabe, aufgehoben. Der nun einsetzende Mißbrauch der Retouche entkleidete die Photographie völlig ihres Wesens.“

### Analoge Fotografie: Retusche des Schwarz-Weiß-Negativs
Mechanische Veränderung
Bei der Verwendung von Glasplatten und zu späterer Zeit von 9 × 12 oder 13 × 18 cm Negativen konnte man nach der Entwicklung mit einem sehr weichen Bleistift (5W) auf der Schichtseite des Negativs durch feine Schraffierungen Schatten und kleine Fältchen aufhellen. Dazu war viel Erfahrung notwendig, der Druck mit der Bleistiftspitze durfte nicht so stark sein, dass die Emulsionsschicht verletzt wurde, musste aber so fest sein, dass durch den Abrieb von Graphit die Deckung des Negativs erreicht wurde. Durch das Aufbringen einer sehr dünnen Mattoleinschicht wurde ein Schutz des Negativs erreicht und eine Bleistiftretusche ließ sich leichter durchführen.
Der Bleistift hatte eine rund 2 cm lange und schlank angespitzte Mine und wurde bei der Retusche möglichst flach in schlingen- und kreisförmigen Bewegungen über das Negativ geführt, um die Retuschestruktur nicht sichtbar zu machen.
Größere Flächen wurden mit kleinen festen Wattebäuschen (Wischern), Pinseln und Graphitpulver bearbeitet. Das Graphitpulver fiel als Abrieb der Bleiminen an und wurde von erfahrenen Retuscheuren in kleinen Schachteln gesammelt. Graphit schwärzte die Kuppen der feinen Silberkörner, wodurch bei einer Vergrößerung eine Kornstruktur erkennbar werden konnte.
Bei der Pinselretusche mit Lasurfarben wurde die stark verdünnte Lasurfarbe mehrfach bis zur gewünschten Deckung auf das feuchte Negativ aufgetragen. Die Lasurfarbe färbte die Gelatineschicht der Negative gleichmäßig an, durch das befeuchtete Negativ vermied man ungleichmäßige, wolkige Halbtöne. Beim Arbeiten durfte der Pinsel nicht von der Schicht abgehoben werden (Tropfenbildung!) und musste am Schluss den Rest der Farbe noch aufnehmen. Bei einer Verletzung der Schicht bis auf den Schichtträger war eine Lasur nur auf der Schichtträgerseite möglich.
Durch den Abrieb bzw. Abschaben der in der Gelatine eingebetteten Silberteilchen sollte bei der Schabretusche die Deckung eines Negativs verringert werden. So konnten auch komplette Negativteile entfernt werden.
Retuschepinsel wurden aus Rotmarderhaaren in den Stärken 1 (extrem fein) bis 5 (normal) gefertigt. Am gängigsten waren die Pinselgrößen 2 und 3; 1 war so fein, dass der Pinselkörper kaum Farbe aufnehmen konnte, bei 2 und 3 wurde durch den Pinsel genügend Farbe aufgenommen um ein gleichmäßiges Arbeiten zu gewährleisten und keine Störungen durch erneuten Pinselansatz zu bekommen. Nach beendeter Arbeit wurden die Pinsel mit Wasser gereinigt und zum Schutz der Spitze eine Papprolle (Strohhalm) darübergestülpt.
Retuschierbesteck für die Schabretusche bestand aus drei Stahlmessern, die skalpell-, spatel- und lanzettförmig geformt waren. Zum Nachschleifen benutzte man Öl- und Wasserschleifsteine.

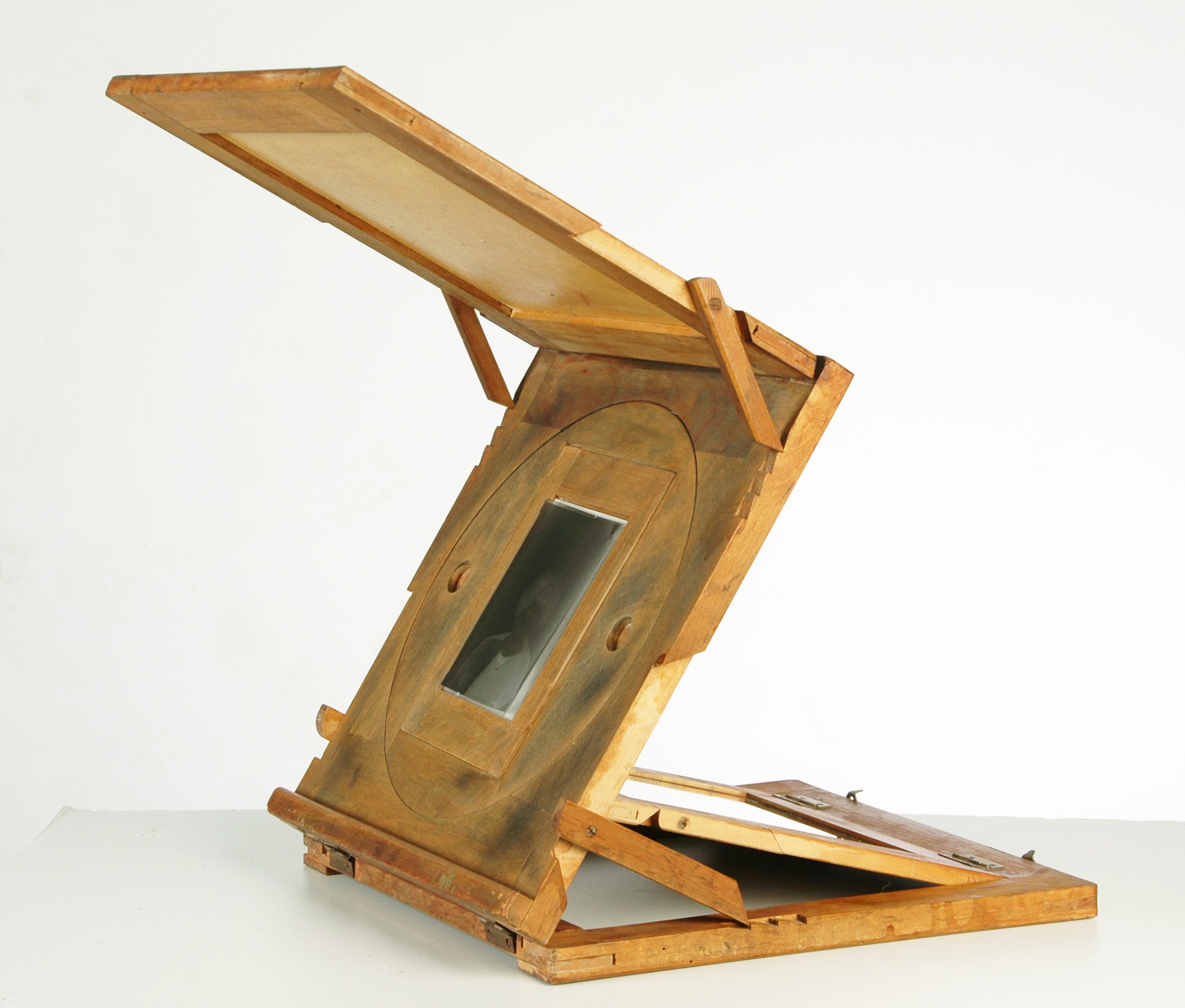
Aufgeklapptes Retuschepult mit 10×15 Negativ auf der Mattglasscheibe

Negativretusche wurde am Retuschepult oder an einer von unten beleuchteten Milchglasscheibe durchgeführt. Ein Retuschepult bestand aus drei mit Winkeln verbundenen Holzrahmen, im untersten befand sich ein kippbarer Spiegel, der das Licht auf das zu bearbeitende Negativ von unten reflektierte. Das Negativ befand sich auf einer Milchglasscheibe, welche in einem Drehgestell im zweiten Rahmen befestigt war. So konnte man während der Arbeit sein Negativ drehen, ohne es zu berühren. Der dritte Rahmen wurde schräg über die Arbeitsfläche gespannt, um das Oberlicht freizuhalten. Die Winkel zwischen den Rahmen ließen sich verstellen.
Chemische Veränderung (Abschwächen und Verstärken des Schwarz-Weiß-Negativs)

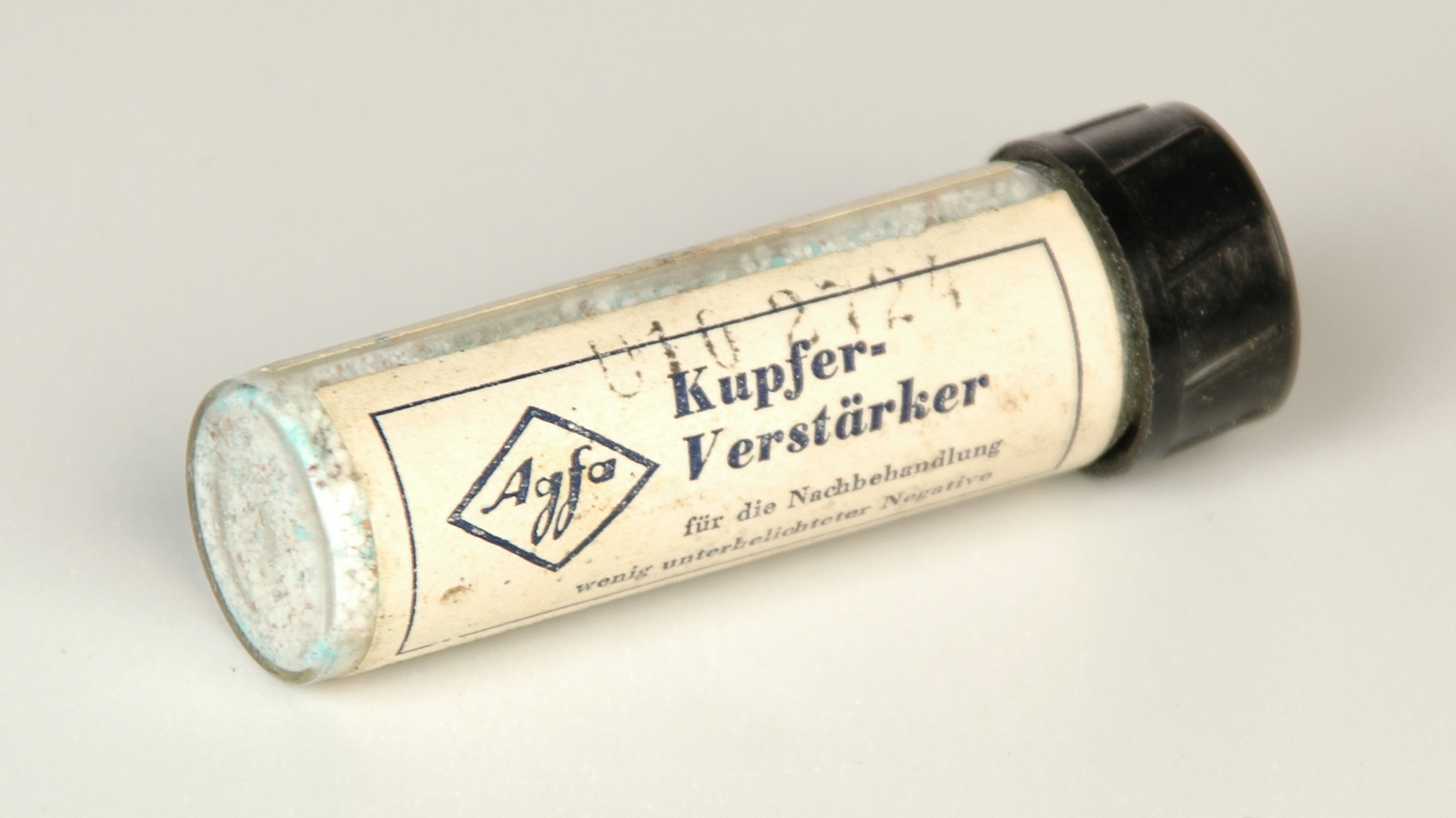
Kupferverstärker der Firma AGFA, ca. 1950

Um eine Deckungsverringerung des Negativs partiell oder komplett zu erreichen, wurde das metallische Silber chemisch aus der Schicht gelöst. Zur Verwendung kamen der Farmersche Abschwächer (Natriumthiosulfat + Kaliumhexacyanidoferrat(III) + Wasser) sowie Kaliumpermanganat-Abschwächer (Kaliumpermanganat + konz. Schwefelsäure + Wasser). Das zu behandelnde Negativ wurde nach gründlicher Wässerung entweder vollständig mit einer Zange in eine Schale mit Abschwächer eingetaucht und vorsichtig bewegt, um dann sofort unter fließendem Wasser abgespült zu werden. Dieser Vorgang konnte mehrmals wiederholt werden, ein Ansatz Farmerscher Lösung hielt ca. 30 min. Bei der Partiellen Abschwächung legte man das Negativ nach dem Wässern auf eine Milchglasscheibe, streifte die Wassertropfen ab und tupfte mit einem festen Wattebausch die Lösung auf das Negativ. Auch hier die anschließende Wässerung.
Bei der Technik des Verstärkens wurde das Negativ ebenfalls partiell oder komplett mit einer Lösung behandelt, die eine Vermehrung der Bildsubstanz und damit bessere Kopierfähigkeit zur Folge hatte. Beim Kupfer-Verstärker erhielt das Negativ eine kupferrote Farbe. Gearbeitet wurde mit Wattebausch auf dem feuchten, gut gewässerten Negativ oder man tauchte das komplette Negativ in die Lösung. Der Lösungsansatz hielt sich ca. 30 min. Auch hier musste mit Zange gearbeitet werden, Kupferverstärker färbte intensiv auch Haut und Laborkittel.
Nicht zu behandelnden Bildteile wurden mit einem Abdecklack (aus einer Graphitlösung) geschützt.

### Analoge Fotografie: Retusche des Schwarz-Weiß-Positivs
Mechanische Veränderung
Eine Schabretusche zur Reduzierung von Schwärzen ist nur bei Barytpapieren mit matter oder halbmatter Oberfläche möglich, auf glänzenden Oberflächen ist die Retusche sichtbar. Gearbeitet wurde mit dem Retuschebesteck wie bei den Negativen, da die Emulsion bei Papieren wesentlich dünner war als bei Filmen, ließen sich auf diese Weise nur kleine Korrekturen durchführen.
Beim Ausflecken von hellen Störungen kamen Marderhaarpinsel und Keilitzfarben oder Reinschwarz, Rotbraun (Retusche I) Braunschwarz (Retusche II) und Blauschwarz (Retusche III) zum Einsatz. Man gab von den gewünschten Farben jeweils einen Tropfen auf eine größere weiße Mattglasscheibe und ließ die Farben eintrocknen. Nun konnte der Fotograf bei Bedarf mit einem feuchten Pinsel ein wenig Farbe aufnehmen, den gewünschten Grauton herstellen und vorsichtig auf das Foto tupfen. Die Kontrolle der Farbmischung erfolgte auf der Rückseite eines Ausschussfotos, da dieses Papier das identische Aufsaugverhalten wie das Foto hatte. Die Genauigkeit des Ergebnisses hing von den Fertigkeiten des Retuscheurs ab.
Bei matten oder gekörnten Papieroberflächen blieb die gut ausgeführte Retusche unsichtbar, bei Glanzoberflächen konnte das Foto hinterher lackiert werden.

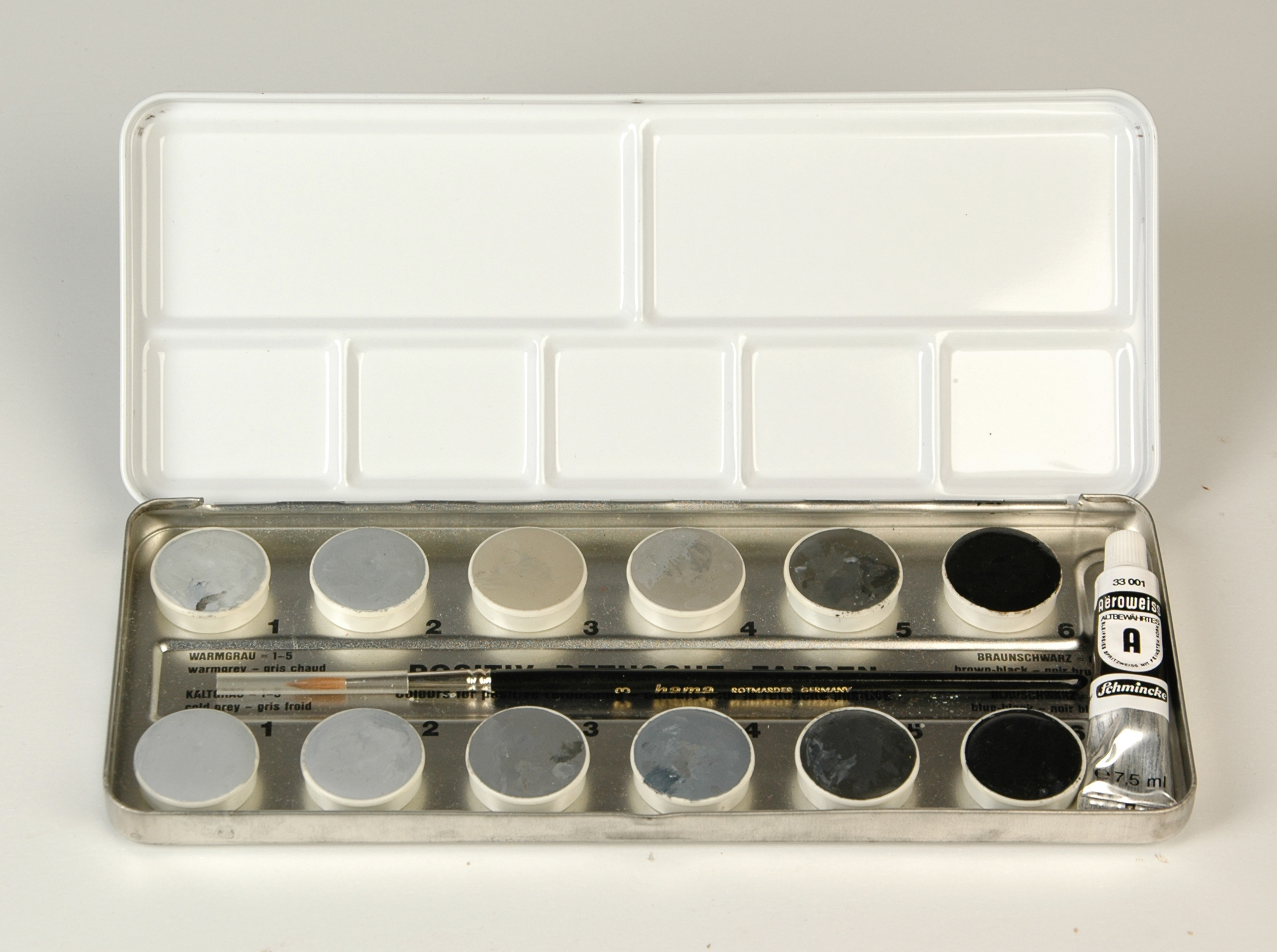
Retusche für Schwarz-Weiß-Positive, kalt und warmtonige Grau bis Schwarztöne

Das Ausflecken von hellen Bildstörungen funktionierte auch bei Farbfotos mit matter oder gekörnter Oberfläche, hier benötigte der Fotograf eine größere Farbpalette. Zur Verwendung kamen Keilitzfarben und Retuschestifte verschiedener Hersteller.

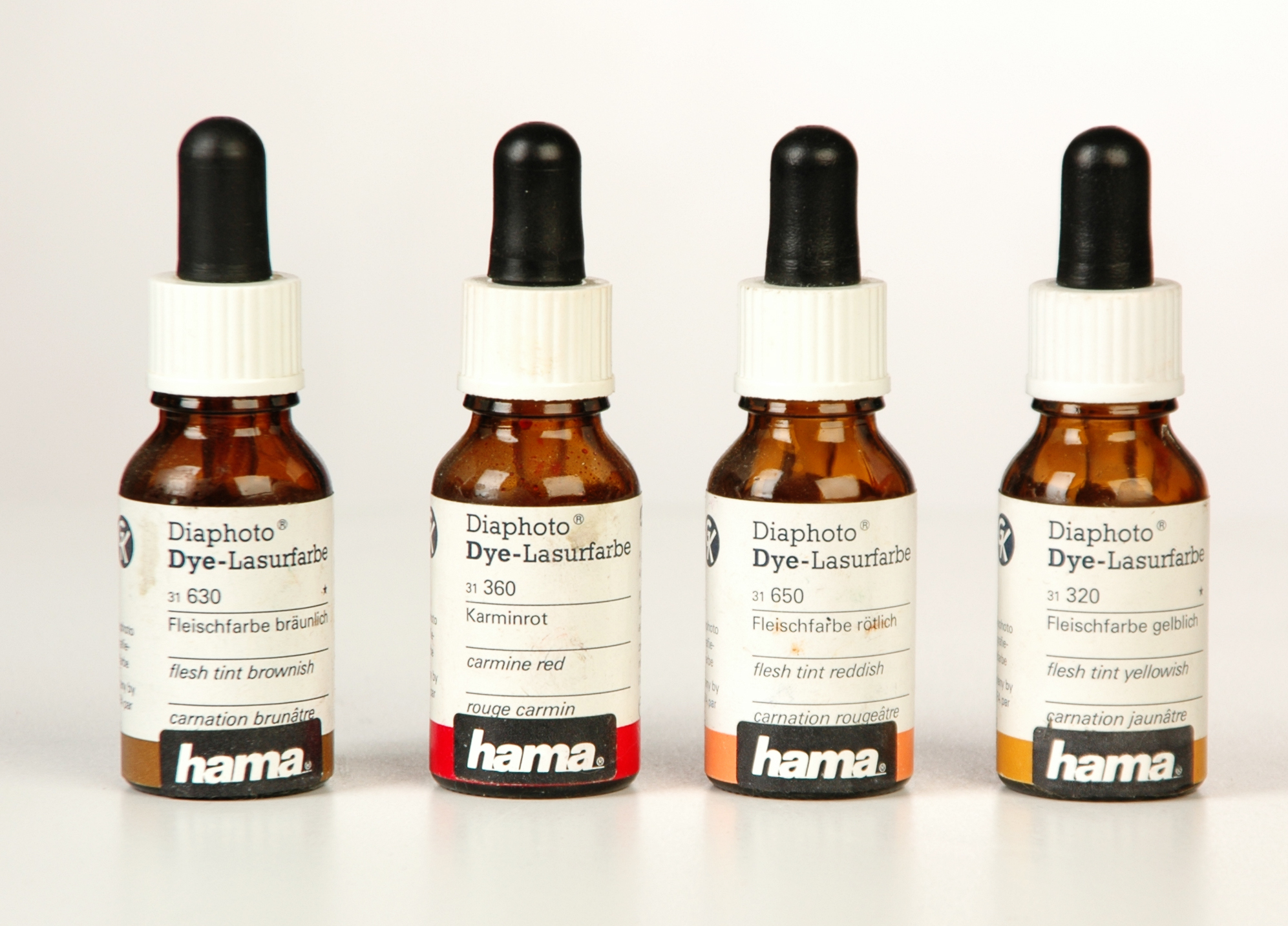
Retuschefarben zum Aufbringen von wenigen Tropfen auf eine Palette, nach dem Antrocknen ist eine Aufnahme und mischen mittels feuchtem Retuschepinsel möglich

Beim Auftragen von Lasurfarben auf ein Schwarz-Weiß-Foto (Kolorieren) wurde auf dem feuchten Foto mittels Retuschepinsel verdünnte Farbe in mehreren Arbeitsgängen aufgetragen. Überschüssige Farbe musste mit einem Wattebausch sofort entfernt werden, durch Wässern ließen sich Fehler nicht restlos entfernen.
Chemische Veränderung
Schwarz-Weiß-Fotos auf Barytpapier konnten durch eine kurze Behandlung mit stark verdünntem Abschwächer (mittels Wattebausch) in den Lichtern heller und klarer werden. So ließ sich der Kontrasteindruck verbessern.
Ein Baden des Schwarz-Weiß-Fotos in Kupferverstärker veränderte den Bildton Richtung Rötelton, ein Bad in einem Aufguss aus starkem schwarzen Tee ergab einen Bildton Richtung Rehbraun (eigene Erfahrung).
Spritzretusche

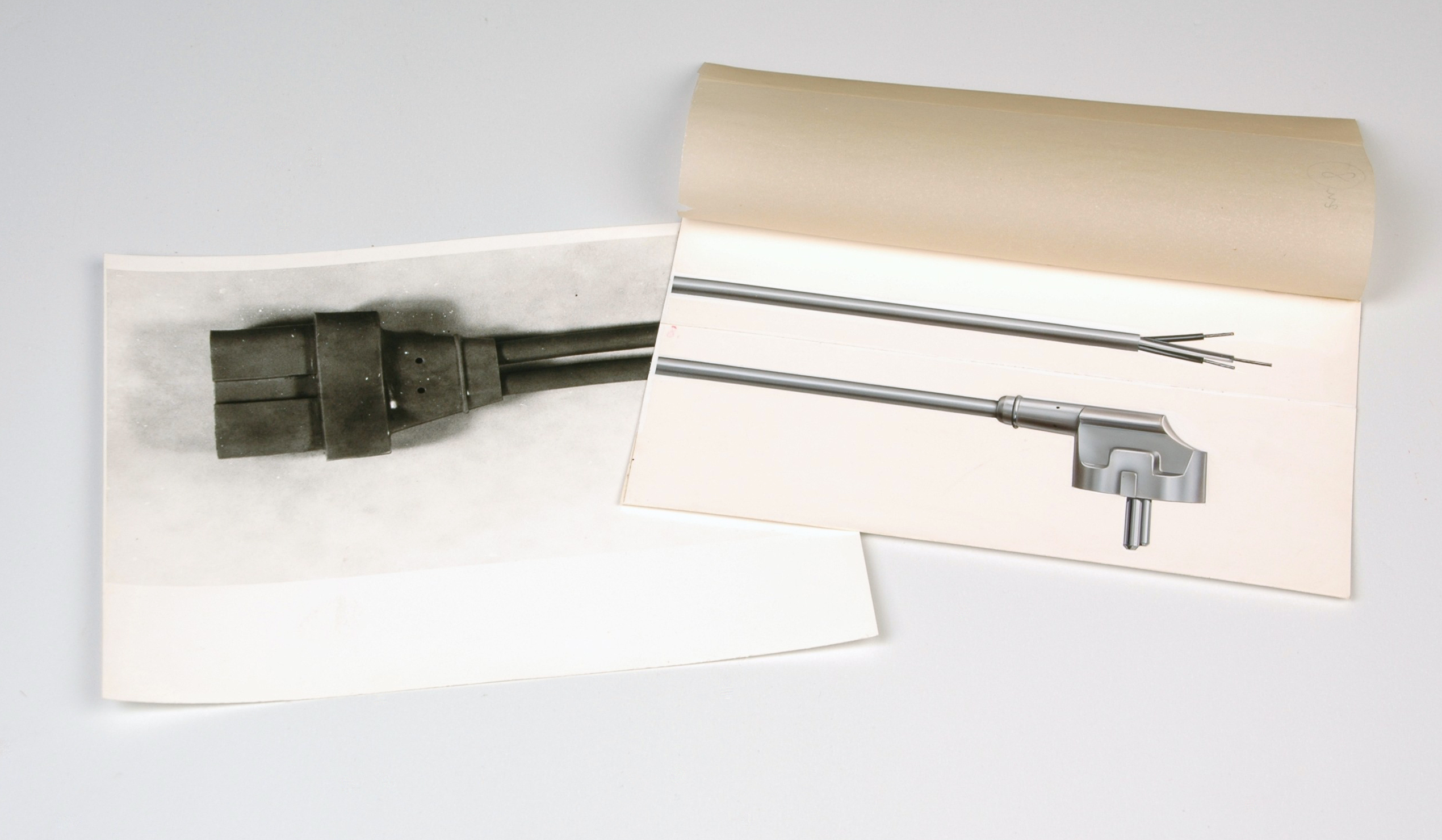
Foto eines Kabels wird mit Hilfe von Spritzretusche für den Druck vorbereitet, ca. 1980

Luftpinsel (heute bekannt als Airbrush): Für großflächige Korrekturen oder Bildverbesserungen wurden Luftpinsel (kleine Spritzpistolen) eingesetzt und mit dünnflüssigen schwarzen, weißen oder bunten Lasurfarben oder Deckweiß Flächen, Verläufe und Hintergründe angelegt. Der Farbauftrag war durch die Zerstäubung so fein, dass er sich von der Oberfläche des Fotos kaum unterschied. Bildelemente konnten dabei mit Schablonen aus individuell zugeschnittenen, abdeckenden Zelluloidfolien ausgespart werden. Die zum Zerstäuben notwendige Druckluft stammte aus Stahlflaschen mit komprimiertem Kohlendioxid oder ortsfesten Kompressoren.
Anwendung fand die Spritzretusche in der Repro und Werbefotografie.
Positivretuscheur war ein Ausbildungsberuf (heute Mediengestalter) in der grafischen Druckformenherstellung. Mit den Mitteln der analogen Retusche beseitigte er Fehler oder unerwünschte Bildteile, verstärkte Kontraste oder glättete zu stark gekörnte fotografische Vorlagen, bevor er sie zur Aufnahme an den Reproduktionsfotografen weiterreichte.

### Digitale Retusche
- Kopierretusche: Einzelne Bildelemente werden kopiert und auf andere Bildteile übertragen. Die Stärke und andere Kriterien der Kopie können frei gewählt werden.
- Pinselretusche: Mittels einer frei gewählten Farbe werden Bildteile übermalt. Die Deckkraft und andere Kriterien können frei gewählt werden.

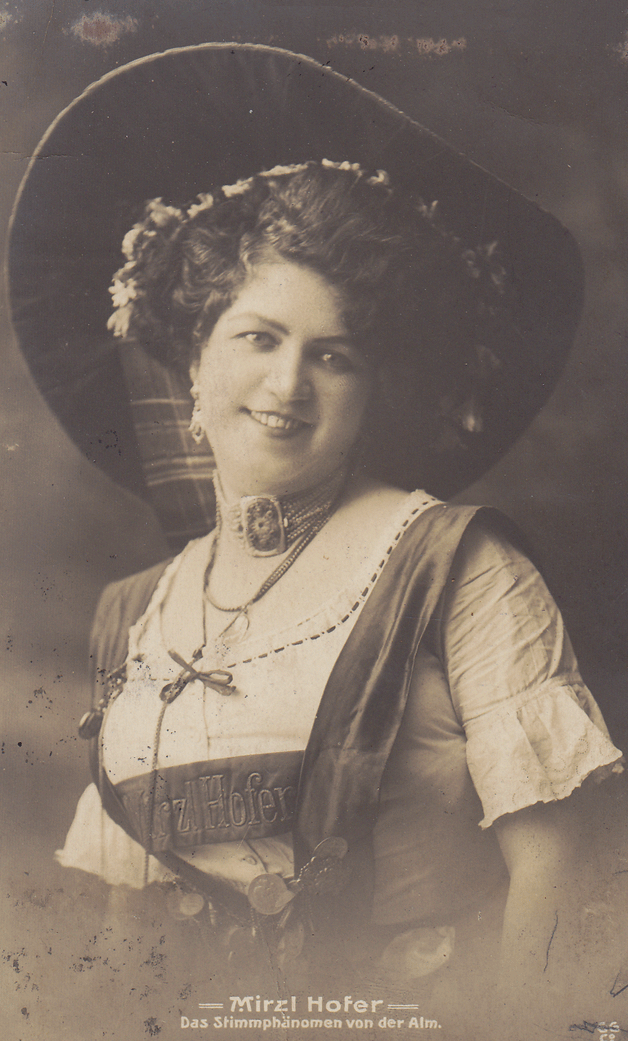
Originalbild (Quelle)
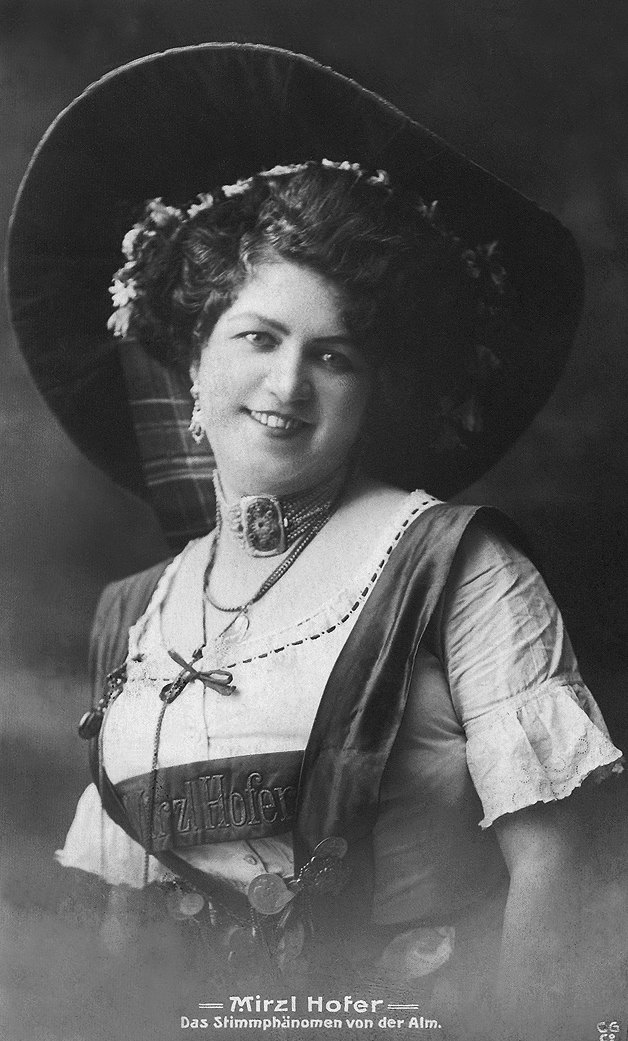
Durch Kopierretusche wurden Flecken, Kratzer und unkenntliche Stellen ersetzt. Zusätzlich die altersbedingte Verfärbung (Gilb) entfernt.
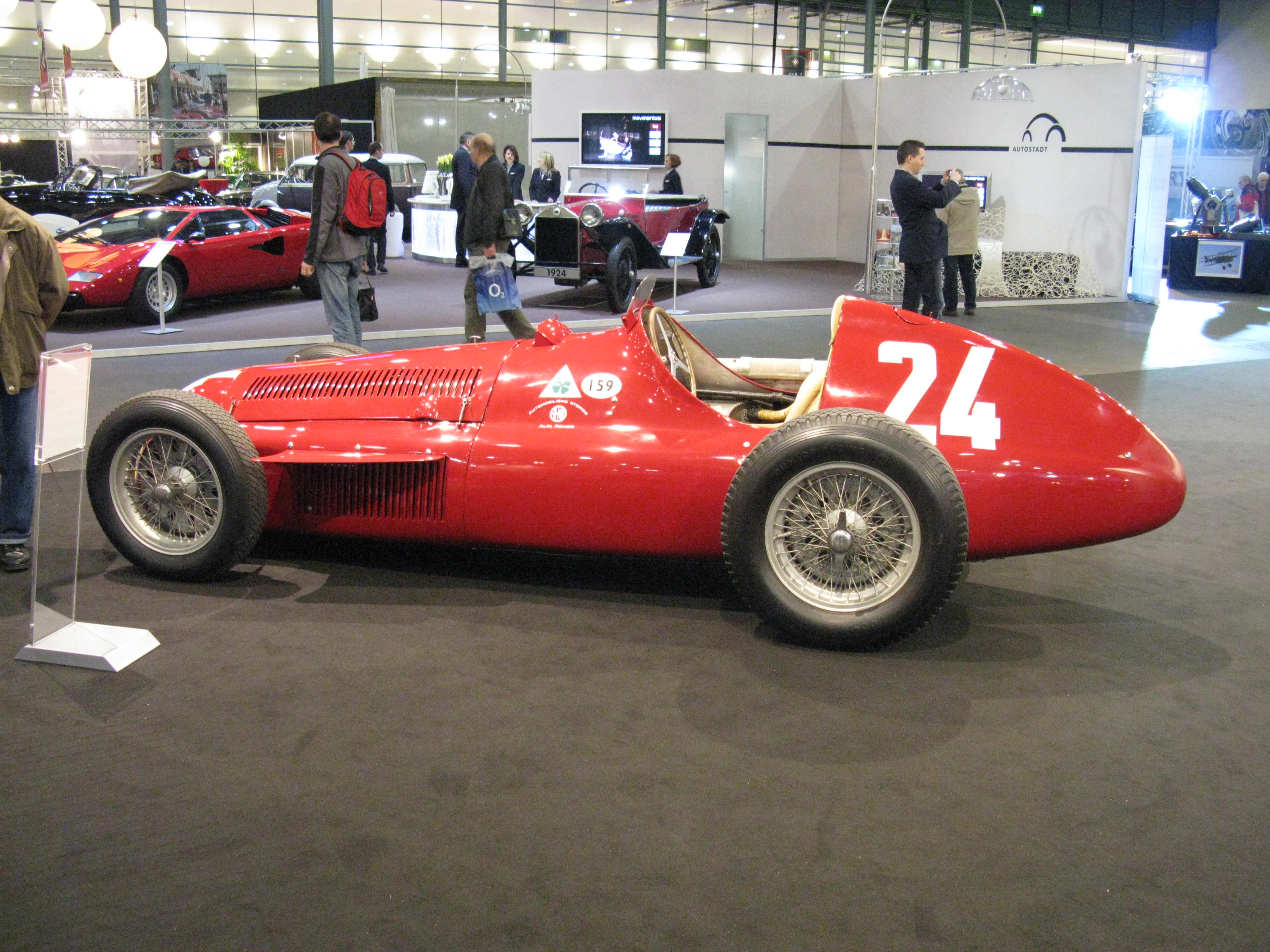
Originalbild (Quelle)
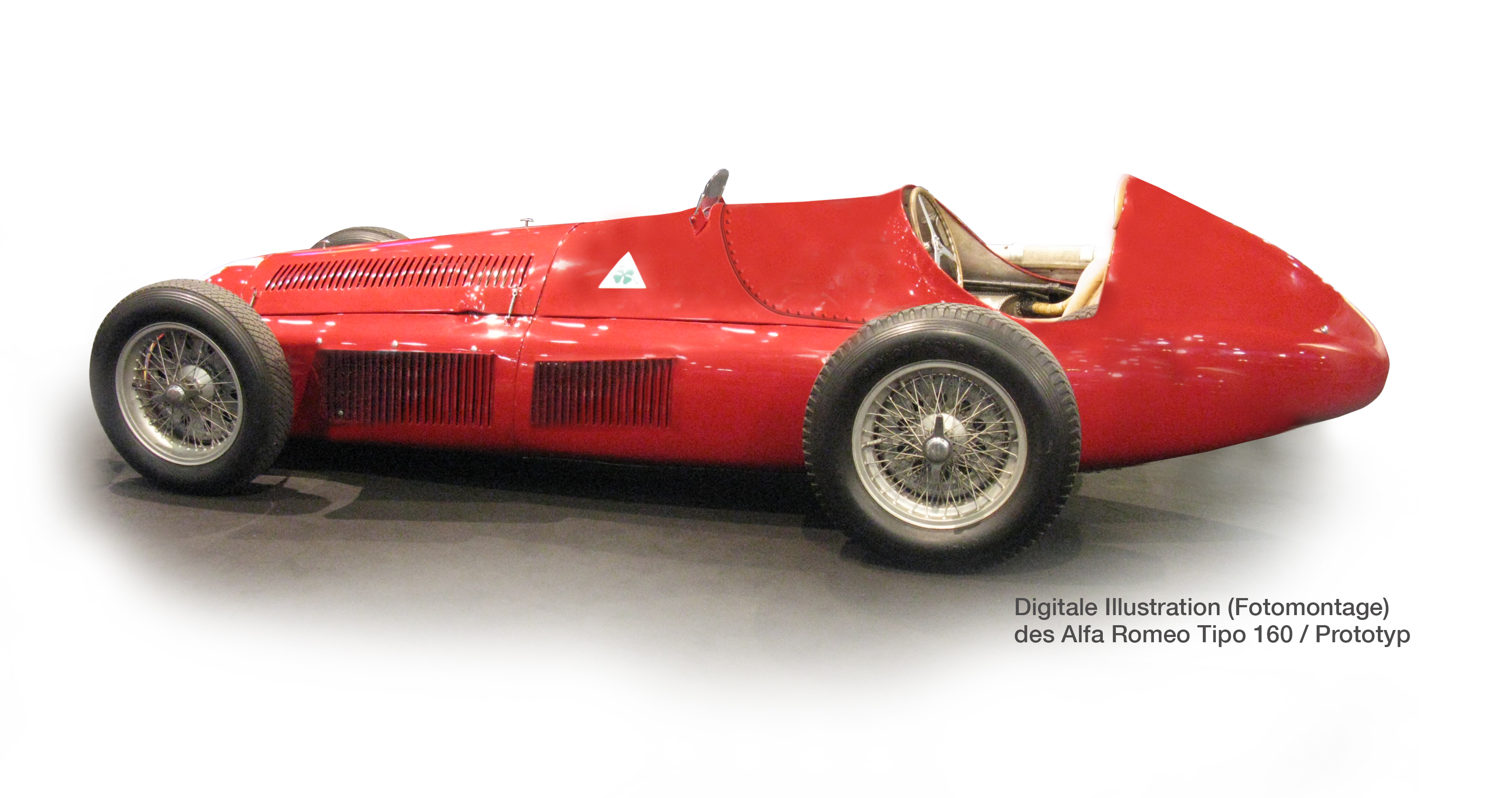
Mittels Pinselretusche wurde die Startnummer entfernt, durch Fotomontage die Karosserie verlängert und verändert, durch erneute Pinselretusche die Übergänge beseitigt und durch Freistellung die Bildaussage verstärkt

### Verwendungszwecke
Retusche dient drei Verwendungszwecken:
- Ausfleckretusche: In Bildern finden sich oft störende Flecken, meist entstanden durch Schmutz während der Reproduktion oder der fotografischen Aufnahme. Mit Hilfe der oben genannten Techniken werden diese Flecken beseitigt.
- Schärfeveränderung: Retusche war eine der ersten Techniken zur Verbesserung des subjektiven Schärfeeindrucks. Mittels Pinselretusche wurden die für den Schärfeeindruck wichtigen Bilddetails (meist Augen und Konturen) zart nachgezeichnet.
- Fotomanipulation: Durch Retusche können die Bildaussagen von Fotos manipuliert werden. Dabei kann es sich um die Fertigung faltenfreier Gesichter oder das Entfernen unerwünschter Personen handeln. In jedem Fall werden die Grenzen zur Realität immer mehr verwischt, zum anderen können diese Methoden zum Nutzen oder zum Schaden anderer Menschen eingesetzt werden. Eine spezielle Form ist die Beautyretusche.

## Philatelie

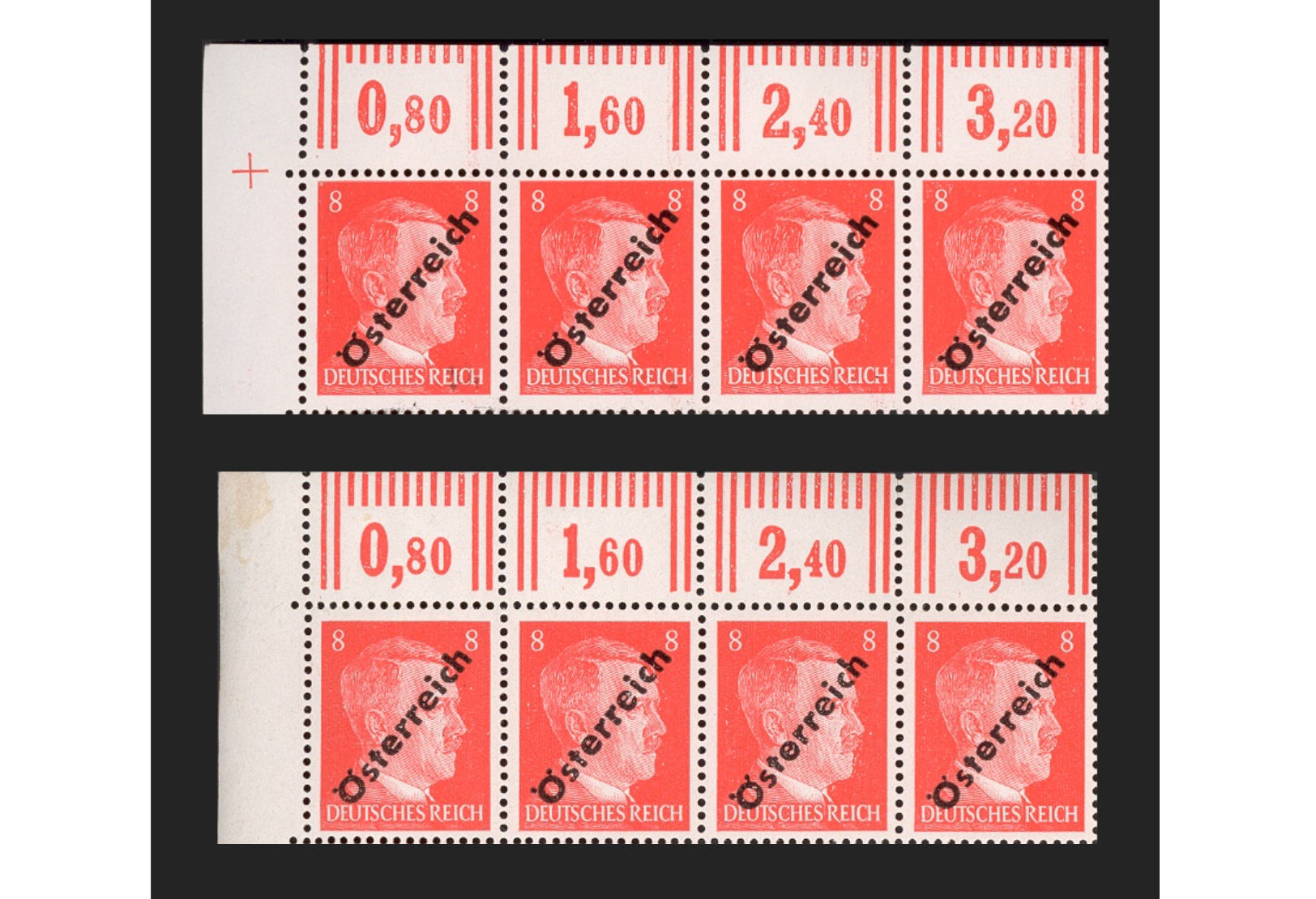
Noch nicht retuschierte Aufdrucke in der ersten Zeile (2. Marke: kurzes r, 3. Marke kurzes t) sowie retuschierte Aufdrucke in der zweiten Zeile (2. Marke retuschiert, 3. Marke bei der Retusche übersehen). Siehe auch: Reichskanzler Adolf Hitler (Briefmarkenserie)

In der Philatelie versteht man unter Retusche das Nachgravieren oder Ausbessern eines Fehlers auf der Druckplatte oder einzelner Klischees. Durch diese Überarbeitung kann man aber nicht nur Gravurfehler beseitigen, sondern auch eine bessere Druckwirkung erzielen. Abnutzungserscheinungen und Druckschäden werden ebenfalls so beseitigt.
Durch Nachgravierungen bzw. Retuschen werden so neue Bogentypen geschaffen. Diese sind besonders für Spezialsammler interessant. Neue Plattenfehler können ebenfalls beim Retuschieren verursacht werden.
Der Retuscheur der Druckplatten ist im Allgemeinen der Stecher der Briefmarke. Die Retuschen werden manuell vorgenommen.

## Recht
In Frankreich müssen seit dem 1. Oktober 2017 Fotos, die so verändert wurden, dass die Körpersilhouette verändert erscheint, bei einer Veröffentlichung für kommerzielle Zwecke laut einem Dekret von 4. Mai 2017 den Vermerk photograpie retouchée tragen. Andernfalls drohen Geldbußen bis 37.500 Euro. Retuschen des Gesichts sind davon nicht betroffen.